# Maria Clara Lobregat

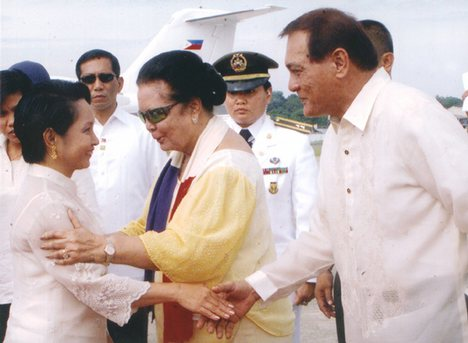
Maria Clara Lobregat (in het geel)

Maria Clara Lorenzo-Lobregat (Zamboanga City, 26 april 1921 - Manilla, 2 januari 2004) was een Filipijns politicus. Lobregat was jarenlang burgemeester van de stad Zamboanga City en vertegenwoordiger de stad in het Filipijns Huis van Afgevaardigden. Haar zoon Celso Lobregat werd in 1998 net als zijn moeder gekozen als afgevaardigde voor Zamboanga en in 2004 en 2007 als burgemeester van de stad.
Maria Clara of "Caling" werd geboren als tweede kind in een gezin van vijf van Don Pablo Lorenzo, zelf ook burgemeester van Zamboanga City en afgevaardigde in het eerste Filipijnse parlement en Luisa Rafols uit Cebu City. Maria Clara groeide op in de steden Zamboanga, Cebu City en Manilla.
Maria Clara Lobregat overleed op 82-jarige leeftijd in het Manila Medical Center aan de gevolgen van een hartstilstand na het ondergaan van een bloedtransfusie.

## Voetnoten
1. ↑  INQ7.net, Zamboanga City mayor dies of heart failure; 82, INQ7.net, 3 januari 2004.